# Galbulimima
Galbulimima, monotipski biljni rod svrstan u porodicu Himantandraceae. Ime porodice dolazi po rodu Himantandra, sinoimu roda Galbulimima. Jedina vrsta u rodu je vazdazeleno drvo Galbulimima belgraveana, halucinogena biljka s Nove Gvineje, Bismarckovog arhipelaga, Solomonovog otočja i Queenslanda.
Stablo naraste od 15 pa do 36 metara visine, i bogat je izvor alkaloida. Lokalna papuanska plemena koriste koru i listove ove biljke u kombinaciji s listovima nekih vrsta roda Homalomena za čaj koji u šamanskim obredima izaziva dubok san i halucinacije.
Drvetom se i trguje komercijelno, ali u ograničenim količinama.
- G. belgraveana
- G. belgraveana
- G. belgraveana